# Seznam dílů pořadu Válka skladů
Toto je seznam dílů pořadu Válka skladů. Jednotlivé díly se odehrávají v Kalifornii, pokud není uvedeno jinak.

## Přehled řad
| Řada | Díly | Premiéra v USA     | Premiéra v USA   | Premiéra v ČR | Premiéra v ČR |
| Řada | Díly | První díl          | Poslední díl     | První díl     | Poslední díl  |
| ---- | ---- | ------------------ | ---------------- | ------------- | ------------- |
| 1    | 19   | 1. prosince 2010   | 20. dubna 2011   |               |               |
| 2    | 35   | 20. července 2011  | 4. března 2012   |               |               |
| 3    | 30   | 5. června 2012     | 25. března 2013  |               |               |
| 4    | 22   | 16. dubna 2013     | 2. července 2013 |               |               |
| 5    | 29   | 18. března 2014    | 30. září 2014    |               |               |
| 6    | 18   | 11. listopadu 2014 | 3. března 2015   |               |               |
| 7    | 13   | 1. dubna 2015      | 20. května 2015  |               |               |
| 8    | 20   | 21. července 2015  | 25. srpna 2015   |               |               |
| 9    | 15   | 5. dubna 2016      | 24. května 2016  |               |               |
| 10   | 25   | 12. dubna 2017     | 2. srpna 2017    |               |               |
| 11   | 29   | 8. listopadu 2017  | 28. března 2018  |               |               |
| 12   | 16   | 7. listopadu 2018  | 30. ledna 2019   |               |               |

## Seznam dílů

### První řada (2010–2011)
| Č. v seriálu | Č. v řadě | Původní název                         | Lokace                    | Premiéra v USA    | Premiéra v ČR |
| ------------ | --------- | ------------------------------------- | ------------------------- | ----------------- | ------------- |
| 1            | 1         | High Noon in the High Desert          | Victorville a Simi Valley | 1. prosince 2010  |               |
| 2            | 2         | Railroad Roulette                     | Westminster               | 1. prosince 2010  |               |
| 3            | 3         | Melee in the Maze                     | Cerritos                  | 8. prosince 2010  |               |
| 4            | 4         | War on the Shore                      | Huntington Beach          | 8. prosince 2010  |               |
| 5            | 5         | The Old Spanish Standoff              | Riverside                 | 15. prosince 2010 |               |
| 6            | 6         | All Guns To Port                      | Long Beach                | 15. prosince 2010 |               |
| 7            | 7         | Senior Center Showdown                | Homeland a Inglewood      | 22. prosince 2010 |               |
| 8            | 8         | Midnight in the Gardena Good and Evil | Gardena                   | 5. ledna 2011     |               |
| 9            | 9         | Collector's Last Stand                | Norwalk                   | 19. ledna 2011    |               |
| 10           | 10        | School House Lock                     | Fullerton a Long Beach    | 26. ledna 2011    |               |
| 11           | 11        | Gambler's Last Resort                 | Las Vegas (Nevada)        | 2. února 2011     |               |
| 12           | 12        | Auction Royale                        | Las Vegas (Nevada)        | 9. února 2011     |               |
| 13           | 13        | Makings of a Mogul                    | Perris                    | 16. března 2011   |               |
| 14           | 14        | Trouble the Oil                       | Long Beach                | 16. března 2011   |               |
| 15           | 15        | Chairman of the Hoard                 | Orange                    | 30. března 2011   |               |
| 16           | 16        | High End Heist                        | Torrance                  | 6. dubna 2011     |               |
| 17           | 17        | Young with the Gun                    | Riverside                 | 13. dubna 2011    |               |
| 18           | 18        | Skullduggery                          | Yucaipa                   | 17. dubna 2011    |               |
| 19           | 19        | Live and Let Bid                      | Encinitas                 | 20. dubna 2011    |               |

### Druhá řada (2011–2012)
| Č. v seriálu | Č. v řadě | Původní název                     | Lokace           | Premiéra v USA     | Premiéra v ČR |
| ------------ | --------- | --------------------------------- | ---------------- | ------------------ | ------------- |
| 20           | 1         | Hang 'Em High Desert              | Victorville      | 20. července 2011  |               |
| 21           | 2         | Buyers on the Storm               | Whittier         | 20. července 2011  |               |
| 22           | 3         | Pay the Lady                      | Riverside        | 27. července 2011  |               |
| 23           | 4         | Santa Ana Street Fight            | Santa Ana        | 27. července 2011  |               |
| 24           | 5         | Unclaimed Baggage                 | Costa Mesa       | 3. srpna 2011      |               |
| 25           | 6         | Enemy of the Enemy                | Mission Hills    | 3. srpna 2011      |               |
| 26           | 7         | Fire in the Hole                  | Mission Hills    | 10. srpna 2011     |               |
| 27           | 8         | San Burrito                       | San Bernardino   | 10. srpna 2011     |               |
| 28           | 9         | Tanks for the Memories            | Huntington Beach | 17. srpna 2011     |               |
| 29           | 10        | Land of the Loss                  | Santa Ana        | 17. srpna 2011     |               |
| 30           | 11        | Almost the Greatest Show on Earth | Irvine           | 31. srpna 2011     |               |
| 31           | 12        | Bowling for Dollars               | Upland           | 7. září 2011       |               |
| 32           | 13        | Get Him To The Mayan              | Laguna Niguel    | 7. září 2011       |               |
| 33           | 14        | Fu Dog Day Afternoon              | Laguna Hills     | 14. září 2011      |               |
| 34           | 15        | I'm The New Mogul                 | Los Angeles      | 19. října 2011     |               |
| 35           | 16        | Driving Miss Barry                | Westminster      | 15. listopadu 2011 |               |
| 36           | 17        | Winner Winner Chicken Dinner      | Ontario          | 15. listopadu 2011 |               |
| 37           | 18        | Auction Sesame                    | Azusa            | 22. listopadu 2011 |               |
| 38           | 19        | Stairway To Hemet                 | Hemet            | 22. listopadu 2011 |               |
| 39           | 20        | Scoot-A-Toot, Toot                | Long Beach       | 29. listopadu 2011 |               |
| 40           | 21        | The Empire Strikes Out            | Ontario          | 29. listopadu 2011 |               |
| 41           | 22        | Make It Rain, Girl                | Simi Valley      | 6. prosince 2011   |               |
| 42           | 23        | Smoke 'Em If You Find 'Em         | Newport Beach    | 13. prosince 2012  |               |
| 43           | 24        | The Drone Wars                    | [Gardena         | 20. prosince 2012  |               |
| 44           | 25        | Brandi's First Time               | Santa Ana        | 3. ledna 2012      |               |
| 45           | 26        | Hooray For Holly-Weird            | North Hollywood  | 3. ledna 2012      |               |
| 46           | 27        | Don't Bid So Close To Me          | Rancho Cucamonga | 10. ledna 2012     |               |
| 47           | 28        | Not Your Average Bear             | Lancaster        | 10. ledna 2012     |               |
| 48           | 29        | Hook, Line and Sucker             | Inglewood        | 17. ledna 2012     |               |
| 49           | 30        | Operation Hobo                    | Harbor City      | 17. ledna 2012     |               |
| 50           | 31        | Blame It on The Rain              | Santa Cruz       | 24. ledna 2012     |               |
| 51           | 32        | Viva La San Francisco             | San Francisco    | 24. ledna 2012     |               |
| 52           | 33        | Highland Anxiety                  | Highland         | 4. března 2012     |               |

### Třetí řada (2012–2013)
| Č. v seriálu | Č. v řadě | Původní název                                  | Lokace                    | Premiéra v USA    | Premiéra v ČR |
| ------------ | --------- | ---------------------------------------------- | ------------------------- | ----------------- | ------------- |
| 53           | 1         | Third Eye of The Tiger                         | La Verne                  | 5. ledna 2012     |               |
| 54           | 2         | May The Vaults Be With You                     | Chatsworth                | 5. ledna 2012     |               |
| 55           | 3         | The Iceman Carveth                             | Oxnard                    | 12. ledna 2012    |               |
| 56           | 4         | Here's Looking At You, Kenny                   | Hawaiian Gardens          | 12. ledna 2012    |               |
| 57           | 5         | A Civil Accordion                              | City of Industry          | 19. ledna 2012    |               |
| 58           | 6         | ...More Like, WRONG Beach                      | Long Beach                | 19. ledna 2012    |               |
| 59           | 7         | All's Fair in Storage and Wars                 | Laguna Niguel             | 26. ledna 2012    |               |
| 60           | 8         | The Fast and The Curious                       | Lancaster                 | 26. ledna 2012    |               |
| 61           | 9         | From Russia With Chucks                        | Gardena                   | 10. července 2012 |               |
| 62           | 10        | The Full Monty-Bello                           | Montebello a Costa Mesa   | 10. července 2012 |               |
| 63           | 11        | Dial C for Chupacabra                          | Westminster a Fontana     | 17. července 2012 |               |
| 64           | 12        | The Ship Just Hit The Sand                     | Irvine                    | 17. července 2012 |               |
| 65           | 13        | Willkommen to the Dollhouse                    | Garden Grove              | 24. července 2012 |               |
| 66           | 14        | The YUUUP Stops Here                           | Riverside                 | 24. července 2012 |               |
| 67           | 15        | Buy, Buy Birdie                                | Chino                     | 7. srpna 2012     |               |
| 68           | 16        | The Return of San Burrito                      | San Bernardino            | 7. srpna 2012     |               |
| 69           | 17        | There's Something About Barry                  | Lakewood a Fullerton      | 14. srpna 2012    |               |
| 70           | 18        | Dr. Strangebid                                 | Westminster               | 21. srpna 2012    |               |
| 71           | 19        | Sheets and Geeks                               | Santa Ana                 | 28. srpna 2012    |               |
| 72           | 20        | No Bid for the Weary                           | Costa Mesa                | 28. srpna 2012    |               |
| 73           | 21        | Straight into Compton: Biddaz with Attitude    | Compton                   | 4. prosince 2012  |               |
| 74           | 22        | The Young and the Reckless                     | Murrieta                  | 4. prosince 2012  |               |
| 75           | 23        | Jurassic Bark                                  | Mission Hills a Inglewood | 11. prosince 2012 |               |
| 76           | 24        | A Tale of Two Jackets                          | Hollywood                 | 11. prosince 2012 |               |
| 77           | 25        | Tustin, Bee Have a Problem                     | Tustin                    | 18. prosince 2012 |               |
| 78           | 26        | Portrait of the Gambler                        | Montebello                | 18. prosince 2012 |               |
| 79           | 27        | The Big Boy vs. The Heavyweights               | La Habra                  | 18. března 2013   |               |
| 80           | 28        | The Kook, The Chief, His Son, and The Brothers | Lake Elsinore             | 18. března 2013   |               |
| 81           | 29        | Nobody's Vault But Mine                        | Chatsworth                | 25. března 2013   |               |
| 82           | 30        | Still Nobody's Vault But Mine                  | Chatsworth                | 25. března 2013   |               |

### Čtvrtá řada (2013)
| Č. v seriálu | Č. v řadě | Původní název                      | Lokace               | Premiéra v USA   | Premiéra v ČR |
| ------------ | --------- | ---------------------------------- | -------------------- | ---------------- | ------------- |
| 83           | 1         | Auctioning for Dummies             | Stanton              | 16. dubna 2013   |               |
| 84           | 2         | Breathalyze This                   | Huntington Beach     | 16. dubna 2013   |               |
| 85           | 3         | All's Well That Urns Well          | Orange a West Covina | 23. dubna 2013   |               |
| 86           | 4         | The PA Stays in the Picture        | Rancho Cucamonga     | 23. dubna 2013   |               |
| 87           | 5         | A Time to Kiln                     | San Jacinto          | 30. dubna 2013   |               |
| 88           | 6         | Like a Kung Pao Cowboy             | Montebello           | 30. dubna 2013   |               |
| 89           | 7         | Oysters on The Half Plate          | Long Beach           | 7. května 2013   |               |
| 90           | 8         | The Monster Hash                   | Costa Mesa           | 7. května 2013   |               |
| 91           | 9         | Old Tricks, New Treats             | Inglewood            | 14. května 2013  |               |
| 92           | 10        | The Shrining                       | El Monte             | 14. května 2013  |               |
| 93           | 11        | Orange You Glad Dan Sold It Again? | Burbank a Riverside  | 28. května 2013  |               |
| 94           | 12        | Barry's Angels                     | Torrance             | 28. května 2013  |               |
| 95           | 13        | The French Job                     | Laguna Niguel        | 4. června 2013   |               |
| 96           | 14        | That's My Jerry!                   | Compton              | 4. června 2013   |               |
| 97           | 15        | This Lamp's For You                | Orange               | 11. června 2013  |               |
| 98           | 16        | There's No Place Like Homeland     | Homeland             | 11. června 2013  |               |
| 99           | 17        | Total Wine Domination              | Mission Viejo        | 18. června 2013  |               |
| 100          | 18        | The Storage Buyer in You           | Lancaster            | 18. června 2013  |               |
| 101          | 19        | Fear and Loathing in Placentia     | Placentia            | 25. června 2013  |               |
| 102          | 20        | Barry Doubtfire                    | Stanton              | 25. června 2013  |               |
| 103          | 21        | Battle of the Brows                | Moreno Valley        | 2. července 2013 |               |
| 104          | 22        | Super Bros. Shuffle                | Costa Mesa           | 2. července 2013 |               |

### Pátá řada (2014)
| Č. v seriálu | Č. v řadě | Původní název                        | Lokace               | Premiéra v USA    | Premiéra v ČR |
| ------------ | --------- | ------------------------------------ | -------------------- | ----------------- | ------------- |
| 105          | 1         | Flight of the Gambler                | Montebello           | 18. března 2014   |               |
| 106          | 2         | The Hills Have Buys                  | Rimforest            | 18. března 2014   |               |
| 107          | 3         | Nerds of the Round Table             | Moreno Valley        | 25. března 2014   |               |
| 108          | 4         | Operation: Intimidation              | West Covina          | 25. března 2014   |               |
| 109          | 5         | The Return of the King of Montebello | Montebello           | 1. dubna 2014     |               |
| 110          | 6         | For A Good Time Call... Ivy          | Riverside            | 1. dubna 2014     |               |
| 111          | 7         | LBC U LTR                            | Long Beach           | 8. dubna 2014     |               |
| 112          | 8         | Nuthin' But A 'G' Thang, Rene        | Riverside            | 15. dubna 2014    |               |
| 113          | 9         | Boom Goes The Dynamite?              | Murrieta             | 22. dubna 2014    |               |
| 114          | 10        | Zen Masters of the Universe          | Fontana              | 29. dubna 2014    |               |
| 115          | 11        | Darrell Sheets the Bed               | Huntington Beach     | 3. června 2014    |               |
| 116          | 12        | The Donut Effect                     | Rancho Cucamonga     | 3. června 2014    |               |
| 117          | 13        | The Gutfather                        | Fontana              | 10. června 2014   |               |
| 118          | 14        | Grin And Barry It                    | Lancaster            | 10. června 2014   |               |
| 119          | 15        | The Adventures of Max Profit         | Moreno Valley        | 17. června 2014   |               |
| 120          | 16        | Ghosts Don't Need Money              | Costa Mesa           | 17. června 2014   |               |
| 121          | 17        | Pay The Dan                          | Upland a Costa Mesa  | 24. června 2014   |               |
| 122          | 18        | The Robot Cowboy                     | Garden Grove         | 1. července 2014  |               |
| 123          | 19        | It's Bring Your Kids To Work Day     | Norwalk              | 8. července 2014  |               |
| 124          | 20        | The Mom Factor                       | Lancaster            | 15. července 2014 |               |
| 125          | 21        | The Man in Black is Back... In Black | Huntington Beach     | 12. srpna 2014    |               |
| 126          | 22        | The Return of the Mogul's Return!    | Montclair            | 12. srpna 2014    |               |
| 127          | 23        | Bunny Owns This Town                 | Ramona               | 19. srpna 2014    |               |
| 128          | 24        | Bowling for Brandi                   | West Covina          | 26. srpna 2014    |               |
| 129          | 25        | Deep In The Heart of Upland          | Upland               | 2. září 2014      |               |
| 130          | 26        | The Daneurysm                        | Hemet a Palm Springs | 8. září 2014      |               |
| 131          | 27        | The Education of Miss Profit         | Moreno Valley        | 16. září 2014     |               |
| 132          | 28        | Bid Strong And Prosper               | Costa Mesa           | 23. září 2014     |               |
| 133          | 29        | Hestered in the Headlights           | Murrieta             | 30. září 2014     |               |

### Šestá řada (2014–2015)
| Č. v seriálu | Č. v řadě | Původní název                             | Lokace             | Premiéra v USA     | Premiéra v ČR |
| ------------ | --------- | ----------------------------------------- | ------------------ | ------------------ | ------------- |
| 134          | 1         | Auction Boogaloo                          | Stanton            | 11. listopadu 2014 |               |
| 135          | 2         | My Little Brony                           | Oceanside          | 11. listopadu 2014 |               |
| 136          | 3         | Locktoberfest!                            | Montebello         | 18. listopadu 2014 |               |
| 137          | 4         | The Emperor of El Monte                   | El Monte           | 18. listopadu 2014 |               |
| 138          | 5         | Up the Ante in El Monte                   | El Monte           | 25. listopadu 2014 |               |
| 139          | 6         | All Along the Swatchtower                 | Los Angeles        | 2. prosince 2014   |               |
| 140          | 7         | A San Marcos Mitzvah                      | San Marcos         | 9. prosince 2014   |               |
| 141          | 8         | A Very Miraculous Storage Wars Christmas! | dům Dana a Laury   | 16. prosince 2014  |               |
| 142          | 9         | North Hollywood Hustle                    | North Hollywood    | 6. ledna 2015      |               |
| 143          | 10        | Who Let the Daves Out?                    | Huntington Beach   | 6. ledna 2015      |               |
| 144          | 11        | Gambler of Thrones                        | Palm Springs       | 13. ledna 2015     |               |
| 145          | 12        | Once Upon a Locker in the West            | Santa Ana          | 20. ledna 2015     |               |
| 146          | 13        | Locker Mountain High                      | Upland a Rimforest | 27. ledna 2015     |               |
| 147          | 14        | Fontan-o-rama                             | Fontana            | 3. února 2015      |               |
| 148          | 15        | Mr. Nezhoda's Opus                        | Torrance           | 10. února 2015     |               |
| 149          | 16        | Leader of the Packed                      | Bellflower         | 17. února 2015     |               |
| 150          | 17        | Lock and Roll                             | Mission Hills      | 24. února 2015     |               |
| 151          | 18        | Too Fast, Too Curious                     | Riverside          | 3. března 2015     |               |

### Sedmá řada (2015)
| Č. v seriálu | Č. v řadě | Původní název                                      | Lokace           | Premiéra v USA  | Premiéra v ČR |
| ------------ | --------- | -------------------------------------------------- | ---------------- | --------------- | ------------- |
| 152          | 1         | Padian: P.I.                                       | Fontana          | 1. dubna 2015   |               |
| 153          | 2         | The Thrill of a Kitty and the Agony of Smoked Meat | Moreno Valley    | 1. dubna 2015   |               |
| 154          | 3         | The Sweet Sniff of Success                         | West Covina      | 8. dubna 2015   |               |
| 155          | 4         | There Will Be Blood Money                          | Riverside        | 8. dubna 2015   |               |
| 156          | 5         | It's All Smoke and Mirrors                         | Rancho Cucamonga | 15. dubna 2015  |               |
| 157          | 6         | Packed, Stacked and All...Trash?                   | Costa Mesa       | 22. dubna 2015  |               |
| 158          | 7         | Bozek Is My Spirit Animal                          | Lake Elsinore    | 29. dubna 2015  |               |
| 159          | 8         | What Cowboy Dreams May Come                        | Santa Ana        | 6. května 2015  |               |
| 160          | 9         | Too Many Cooks in the Locker                       | Lancaster        | 6. května 2015  |               |
| 161          | 10        | Tinseltown Tussle                                  | North Hollywood  | 13. května 2015 |               |
| 162          | 11        | Ivy for the Win                                    | Arcadia          | 13. května 2015 |               |
| 163          | 12        | High Stakes and Low Blows                          | Montebello       | 20. května 2015 |               |
| 164          | 13        | Valley of the Hauls                                | Moreno Valley    | 20. května 2015 |               |

### Osmá řada (2015)
| Č. v seriálu | Č. v řadě | Původní název                          | Lokace                       | Premiéra v USA     | Premiéra v ČR |
| ------------ | --------- | -------------------------------------- | ---------------------------- | ------------------ | ------------- |
| 165          | 1         | They'll Always Have Perris             | Perris                       | 21. července 2015  |               |
| 166          | 2         | Some Like It Hotter                    | Palm Desert                  | 28. července 2015  |               |
| 167          | 3         | Lock The Vote!                         | San Diego                    | 4. srpna 2015      |               |
| 168          | 4         | All Bid and No Bite                    | Rancho Palos Verdes          | 11. srpna 2015     |               |
| 169          | 5         | Just Deserts                           | Indio                        | 18. srpna 2015     |               |
| 170          | 6         | Auctions and Allies                    | Los Angeles                  | 25. srpna 2015     |               |
| 171          | 7         | Palm Springs Throwdown                 | Palm Springs                 | 6. října 2015      |               |
| 172          | 8         | Young Gun, Old Tricks                  | Santa Ana                    | 6. října 2015      |               |
| 173          | 9         | The School Of Hard Knock-Knocks        | Rancho Dominguez             | 13. října 2015     |               |
| 174          | 10        | An Auction Too Far                     | Santa Ana a Hawaiian Gardens | 13. října 2015     |               |
| 175          | 11        | Downtown Showdown                      | Los Angeles                  | 20. října 2015     |               |
| 176          | 12        | Mo' Money, Mo' Valley                  | Moreno Valley                | 20. října 2015     |               |
| 177          | 13        | Lock, Stock and One Smoking Darrell    | Lancaster                    | 27. října 2015     |               |
| 178          | 14        | Rene Abides                            | Huntington Beach             | 27. října 2015     |               |
| 179          | 15        | Last Mattress Standing                 | Norwalk                      | 30. listopadu 2015 |               |
| 180          | 16        | Mayor of Margarita-ville               | Beaumont                     | 3. listopadu 2015  |               |
| 181          | 17        | Auctions Away!                         | Palm Springs                 | 10. listopadu 2015 |               |
| 182          | 18        | Buys and Dolls                         | Torrance a Lancaster         | 10. listopadu 2015 |               |
| 183          | 19        | There's No Business Like Snow Business | Rimforest                    | 17. listopadu 2015 |               |
| 184          | 20        | The World Accordion to Ivy             | West Covina                  | 24. listopadu 2015 |               |

### Devátá řada (2016)
| Č. v seriálu | Č. v řadě | Původní název                      | Lokace                             | Premiéra v USA  | Premiéra v ČR |
| ------------ | --------- | ---------------------------------- | ---------------------------------- | --------------- | ------------- |
| 185          | 1         | Mexican Grand Off                  | San Diego a Lancaster              | 5. dubna 2016   |               |
| 186          | 2         | From Dust 'Til Dawn                | Mojave                             | 5. dubna 2016   |               |
| 187          | 3         | Middle-Aged Mutant Ninja Buyers    | Westminster                        | 12. dubna 2016  |               |
| 188          | 4         | Downtown Lockers and Uptown Dreams | Los Angeles                        | 12. dubna 2016  |               |
| 189          | 5         | Dreams of Cookies and Cream        | Moreno Valley                      | 19. dubna 2016  |               |
| 190          | 6         | Who Wet the Sheets?                | Riverside                          | 19. dubna 2016  |               |
| 191          | 7         | Santa Ana Surprise                 | Santa Ana                          | 26. dubna 2016  |               |
| 192          | 8         | High Scores In Arcadia             | Arcadia                            | 26. dubna 2016  |               |
| 193          | 9         | The Lion of Lancaster              | Lancaster                          | 3. května 2016  |               |
| 194          | 10        | Mary's Big Score                   | El Monte                           | 3. května 2016  |               |
| 195          | 11        | Auctions Arriba!                   | Palm Springs                       | 10. května 2016 |               |
| 196          | 12        | The One with Mary and Allee        | North Hollywood                    | 10. května 2016 |               |
| 197          | 13        | Sundown Showdown                   | Huntington Beach a North Hollywood | 17. května 2016 |               |
| 198          | 14        | Father Bids Best                   | Montebello                         | 17. května 2016 |               |
| 199          | 15        | The Fat Lady is Warming Up         | Van Nuys                           | 24. května 2016 |               |

### Desátá řada (2017)
| Č. v seriálu | Č. v řadě | Původní název                           | Lokace           | Premiéra v USA    | Premiéra v ČR |
| ------------ | --------- | --------------------------------------- | ---------------- | ----------------- | ------------- |
| 200          | 1         | Stakes, Buys and Video Games            | Orange           | 12. dubna 2017    |               |
| 201          | 2         | Goodness, Gracious, Great Coats of Fire | Moreno Valley    | 12. dubna 2017    |               |
| 202          | 3         | Bright Lights, Big Biddies              | Arcadia          | 19. dubna 2017    |               |
| 203          | 4         | The Nutty Appraiser                     | Adelanto         | 19. dubna 2017    |               |
| 204          | 5         | Who Wants to Be a Mil-li-NER?           | Costa Mesa       | 26. dubna 2017    |               |
| 205          | 6         | I Learned it From Watching You!         | Huntington Beach | 26. dubna 2017    |               |
| 206          | 7         | Quoth the Kenny: Kumbaya!               | Riverside        | 3. května 2017    |               |
| 207          | 8         | Pop, Lock & Auction                     | Los Angeles      | 3. května 2017    |               |
| 208          | 9         | Happiness is a Warm Laser Gun           | El Monte         | 10. května 2017   |               |
| 209          | 10        | That's the Way the Terra Cotta Crumbles | Moreno Valley    | 10. května 2017   |               |
| 210          | 11        | Granny Get Your Gun                     | Montebello       | 17. května 2017   |               |
| 211          | 12        | Olé/GYN                                 | Van Nuys         | 17. května 2017   |               |
| 212          | 13        | You Win Some, You Luge Some             | Indio            | 24. května 2017   |               |
| 213          | 14        | Value of the Dolls                      | Walnut           | 24. května 2017   |               |
| 214          | 15        | L. Ron YUUUPer                          | Whittier         | 31. května 2017   |               |
| 215          | 16        | Good MOURNING, Arcadia!                 | Arcadia          | 31. května 2017   |               |
| 216          | 17        | Drawn & Quartered                       | Huntington Beach | 7. června 2017    |               |
| 217          | 18        | Hare Today, Gun Tomorrow                | Fontana          | 7. června 2017    |               |
| 218          | 19        | The Clamper Caper                       | Victorville      | 14. června 2017   |               |
| 219          | 20        | Shave and a Haircut: Two Bids           | El Monte         | 14. června 2017   |               |
| 220          | 21        | Vamos a Placentia                       | Placentia        | 12. července 2017 |               |
| 221          | 22        | Mutt-erial Girl                         | Riverside        | 19. července 2017 |               |
| 222          | 23        | Me, Myself and Ivy                      | Arcadia          | 26. července 2017 |               |
| 223          | 24        | 666: The Sign of the Profit             | San Bernardino   | 2. srpna 2017     |               |
| 224          | 25        | Tour de Chance                          | Mentone          | 2. srpna 2017     |               |

### Jedenáctá řada (2017–2018)
| Č. v seriálu | Č. v řadě | Původní název                                | Lokace              | Premiéra v USA     | Premiéra v ČR |
| ------------ | --------- | -------------------------------------------- | ------------------- | ------------------ | ------------- |
| 225          | 1         | The Wild Wild Vests                          | Canyon Country      | 8. listopadu 2017  |               |
| 226          | 2         | Out of the Frying Pan Am                     | Riverside           | 8. listopadu 2017  |               |
| 227          | 3         | Season of the Kitsch                         | Victorville         | 15. listopadu 2017 |               |
| 228          | 4         | A Metamorphic Layer of True Romanticism      | Lancaster           | 15. listopadu 2017 |               |
| 229          | 5         | Some Don't Like It Hot                       | Riverside           | 23. listopadu 2017 |               |
| 230          | 6         | Kumba-YUUUP!                                 | El Monte            | 29. listopadu 2017 |               |
| 231          | 7         | Vegas Shrugged                               | Placentia           | 29. listopadu 2017 |               |
| 232          | 8         | Assassin's Greed                             | Rancho Palos Verdes | 6. prosince 2017   |               |
| 233          | 9         | A Fistful of Dollar                          | Paramount           | 6. prosince 2017   |               |
| 234          | 10        | One Girl's Trinket Is Another Man's Treasure | Adelanto            | 13. prosince 2017  |               |
| 235          | 11        | Buyerina                                     | Orange              | 13. prosince 2017  |               |
| 236          | 12        | Preaching to the Buyer                       | West Covina         | 20. prosince 2017  |               |
| 237          | 13        | Some Mo' Mr. Nice Guy                        | Moreno Valley       | 20. prosince 2017  |               |
| 238          | 14        | Top Meat and Greet                           | Riverside           | 10. ledna 2018     |               |
| 239          | 15        | Whiskers and Lies                            | Hawaiian Gardens    | 10. ledna 2018     |               |
| 240          | 16        | Crate Balls of Fire                          | Santa Ana           | 17. ledna 2018     |               |
| 241          | 17        | Ivy Gets the Runaround                       | Stanton             | 17. ledna 2018     |               |
| 242          | 18        | Fa-La-La-Lala, La-La-La-Locker!              | Riverside           | 24. ledna 2018     |               |
| 243          | 19        | The Way of the YUUUP!                        | Torrance            | 31. ledna 2018     |               |
| 244          | 20        | Goat Tell It on the Mountain                 | Rimforest           | 7. února 2018      |               |
| 245          | 21        | Ivy: The Pro-fession-ale                     | Rancho Cucamonga    | 21. února 2018     |               |
| 246          | 22        | Mary's RE-finds                              | Los Angeles         | 28. února 2018     |               |
| 247          | 23        | Crickets and Wickets                         | West Covina         | 7. března 2018     |               |
| 248          | 24        | Quality Bro Chime                            | Thousand Oaks       | 14. března 2018    |               |
| 249          | 25        | And Mary Ran Away With the Spoon             | Huntington Beach    | 14. března 2018    |               |
| 250          | 26        | Indiana Ivy and the Temple of Phlegm         | Montebello          | 21. března 2018    |               |
| 251          | 27        | Tour de Van Nuys                             | Van Nuys            | 21. března 2018    |               |
| 252          | 28        | Bo-ZAK That Whip!                            | Orange              | 28. března 2018    |               |
| 253          | 29        | We Don't Use the 'S' Word Around Here        | Buena Park          | 28. března 2018    |               |

### Dvanáctá řada (2018–2019)
| Č. v seriálu | Č. v řadě | Původní název                                | Lokace             | Premiéra v USA     | Premiéra v ČR |
| ------------ | --------- | -------------------------------------------- | ------------------ | ------------------ | ------------- |
| 254          | 1         | The Jenny, The Baker, The Prosthetics Maker  | Menifee            | 7. listopadu 2018  |               |
| 255          | 2         | Weekend at Barry's                           | Koreatown          | 7. listopadu 2018  |               |
| 256          | 3         | A Sale of Two Cities                         | Walnut a Whittier  | 14. listopadu 2018 |               |
| 257          | 4         | They Shoe Horses, Don't They?                | Hesperia           | 14. listopadu 2018 |               |
| 258          | 5         | Talkin' In Cody                              | Moreno Valley      | 21. listopadu 2018 |               |
| 259          | 6         | Om Sweet Om                                  | Brea               | 21. listopadu 2018 |               |
| 260          | 7         | Grandma's Havoc                              | Victorville        | 28. listopadu 2018 |               |
| 261          | 8         | Cloudy with a Chance of Profit               | Van Nuys           | 28. listopadu 2018 |               |
| 262          | 9         | Let's Give `Em Something to Tonka About      | Murrieta           | 9. ledna 2019      |               |
| 263          | 10        | Fowl Play                                    | Torrance           | 9. ledna 2019      |               |
| 264          | 11        | What Came First: The Chicken or the Auction? | Rialto             | 16. ledna 2019     |               |
| 265          | 12        | The Wind Beneath Our Bids                    | Desert Hot Springs | 16. ledna 2019     |               |
| 266          | 13        | Not All That Glitters is Gourd               | Orange             | 23. ledna 2019     |               |
| 267          | 14        | Mistress of the Snark                        | Stanton            | 23. ledna 2019     |               |
| 268          | 15        | Nowhere to Formaldehyde                      | Hawaiian Gardens   | 30. ledna 2019     |               |
| 269          | 16        | Drama in the LBC                             | Long Beach         | 30. ledna 2019     |               |

### Speciální díly
| Vysíláno k řadě č. | Č. speciálu | Původní název                | Lokace             | Premiéra v USA     | Premiéra v ČR |
| ------------------ | ----------- | ---------------------------- | ------------------ | ------------------ | ------------- |
| 2                  | 1           | Unlocked: Buy Low            | Las Vegas (Nevada) | 31. srpna 2011     |               |
| 2                  | 2           | Unlocked: Sell High          | Las Vegas (Nevada) | 14. září 2011      |               |
| 5                  | 3           | Best Of: The Finds           | kompilace          | 24. června 2014    |               |
| 5                  | 4           | Best Of: The Blunders        | kompilace          | 1. července 2014   |               |
| 5                  | 5           | Best Of: The Strategies      | kompilace          | 8. července 2014   |               |
| 5                  | 6           | Best Of: The Feuds           | kompilace          | 15. července 2014  |               |
| 5                  | 7           | Best Of: Jarrod and Brandi   | kompilace          | 19. srpna 2014     |               |
| 5                  | 8           | Best Of: Darrell and Brandon | kompilace          | 26. srpna 2014     |               |
| 6                  | 9           | Best Of: Barry Weiss         | kompilace          | 25. listopadu 2014 |               |
| 6                  | 10          | Best Of: The Appraisals      | kompilace          | 2. prosince 2014   |               |